# Verbandsgemeinde Nordpfälzer Land
La comunità amministrativa del Nordpfälzer Land (Verbandsgemeinde Nordpfälzer Land) si trova nel circondario del Donnersberg nella Renania-Palatinato, in Germania.
La comunità amministrativa è stata costituita dal 1º gennaio 2020 dalla fusione delle comunità amministrative di 
Rockenhausen e Alsenz-Obermoschel e comprende 36 comuni.

## Comuni
Fanno parte della comunità amministrativa i seguenti comuni:
| Comune, città                     | Sup. (km²) | Abitanti |
| --------------------------------- | ---------- | -------- |
| Alsenz                            | 12,88      | 1 637    |
| Bayerfeld-Steckweiler             | 8,60       | 399      |
| Bisterschied                      | 5,16       | 225      |
| Dielkirchen                       | 8,10       | 455      |
| Dörrmoschel                       | 2,88       | 152      |
| Finkenbach-Gersweiler             | 7,73       | 290      |
| Gaugrehweiler                     | 9,92       | 519      |
| Gehrweiler                        | 4,09       | 314      |
| Gerbach                           | 7,32       | 517      |
| Gundersweiler                     | 10,44      | 506      |
| Imsweiler                         | 9,90       | 539      |
| Kalkofen                          | 1,83       | 167      |
| Katzenbach                        | 6,06       | 490      |
| Mannweiler-Cölln                  | 4,90       | 381      |
| Münsterappel                      | 6,33       | 496      |
| Niederhausen an der Appel         | 5,46       | 226      |
| Niedermoschel                     | 6,62       | 488      |
| Oberhausen an der Appel           | 3,34       | 158      |
| Obermoschel, città                | 10,15      | 1 049    |
| Oberndorf                         | 2,80       | 252      |
| Ransweiler                        | 4,80       | 237      |
| Rathskirchen                      | 5,12       | 170      |
| Reichsthal                        | 2,17       | 104      |
| Rockenhausen, città               | 36,84      | 5 315    |
| Ruppertsecken                     | 9,43       | 353      |
| Sankt Alban                       | 5,46       | 276      |
| Schiersfeld                       | 7,07       | 223      |
| Schönborn                         | 2,60       | 110      |
| Seelen                            | 3,16       | 138      |
| Sitters                           | 2,63       | 92       |
| Stahlberg                         | 2,59       | 172      |
| Teschenmoschel                    | 3,73       | 119      |
| Unkenbach                         | 5,13       | 192      |
| Waldgrehweiler                    | 7,75       | 225      |
| Winterborn                        | 8,45       | 173      |
| Würzweiler                        | 2,32       | 212      |
| Verbandsgemeinde Nordpfälzer Land | 243,67     | 17 371   |

(Abitanti al 31 dicembre 2021)